# 施藥院全宗

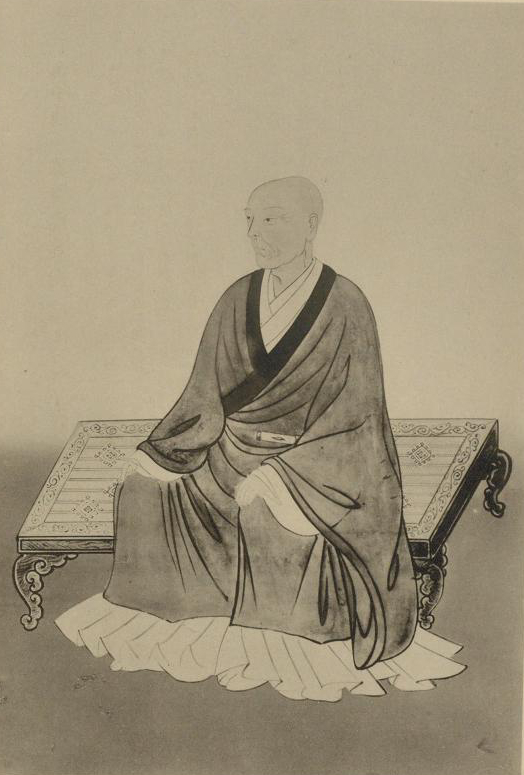
施藥院全宗

施藥院全宗（1526年—1599年），號德運軒，日本戰國時代和安土桃山時代的醫師。豐臣秀吉的親信。
全宗出身丹波氏家族，是平安時代名醫丹波康賴的二十世孫。祖父宗清、父親宗忠皆擔任權大僧都法印之職。原為比叡山菜樹院的住持，1571年織田信長火燒比叡山，全宗還俗(當時規定非出家人不得行醫，直至江戶年代醫師一行仍由寺社奉行管理)並投奔曲直瀨道三的門下，學習漢方醫學並十分精通。後來受到豐臣秀吉的賞識並成為他的侍醫，秀吉取得天下後，於天正年間任命全宗為施藥院使，敘從五位下的官階並給予昇殿的資格，賜姓施藥院。施藥院於730年由光明皇后創立，是對平民中的病人、孤兒進行保護、治療、免費提供藥物的的救濟機構。但經過了八百年歷史之後，當時的施藥院已經名存實亡。全宗致力於恢復奈良時代的施藥院，無論病人高低貴賤皆免費贈送藥材以治病。
施藥院全宗也是豐臣秀吉身邊的重要親信之一，他曾代表豐臣氏同伊達政宗、佐竹義重等人進行交涉。1587年（天正15年）豐臣秀吉發佈的伴天連追放令也是由他執筆寫成的。他致力於恢復荒廢的比叡山。後陞爵正四位。慶長4年病逝，享年74歲（一說69歲）。
全宗娶永原實賢的女兒為妻，生一子（施藥院秀隆）一女，皆先於全宗病死。後以近江人三雲資隆之子宗伯為養子。施藥院宗伯的歷代子孫擔任施藥院使的職務。